# عبد العزيز العبيدلي
عبد العزيز العبيدلي، من مواليد 28 سبتمبر 2001، هو سباح قطري، شارك في دورة الألعاب الأولمبية والتي استضافتها العاصمة اليابانية طوكيو سنة 2021.